# Ansitz Baumgarten (Auer)

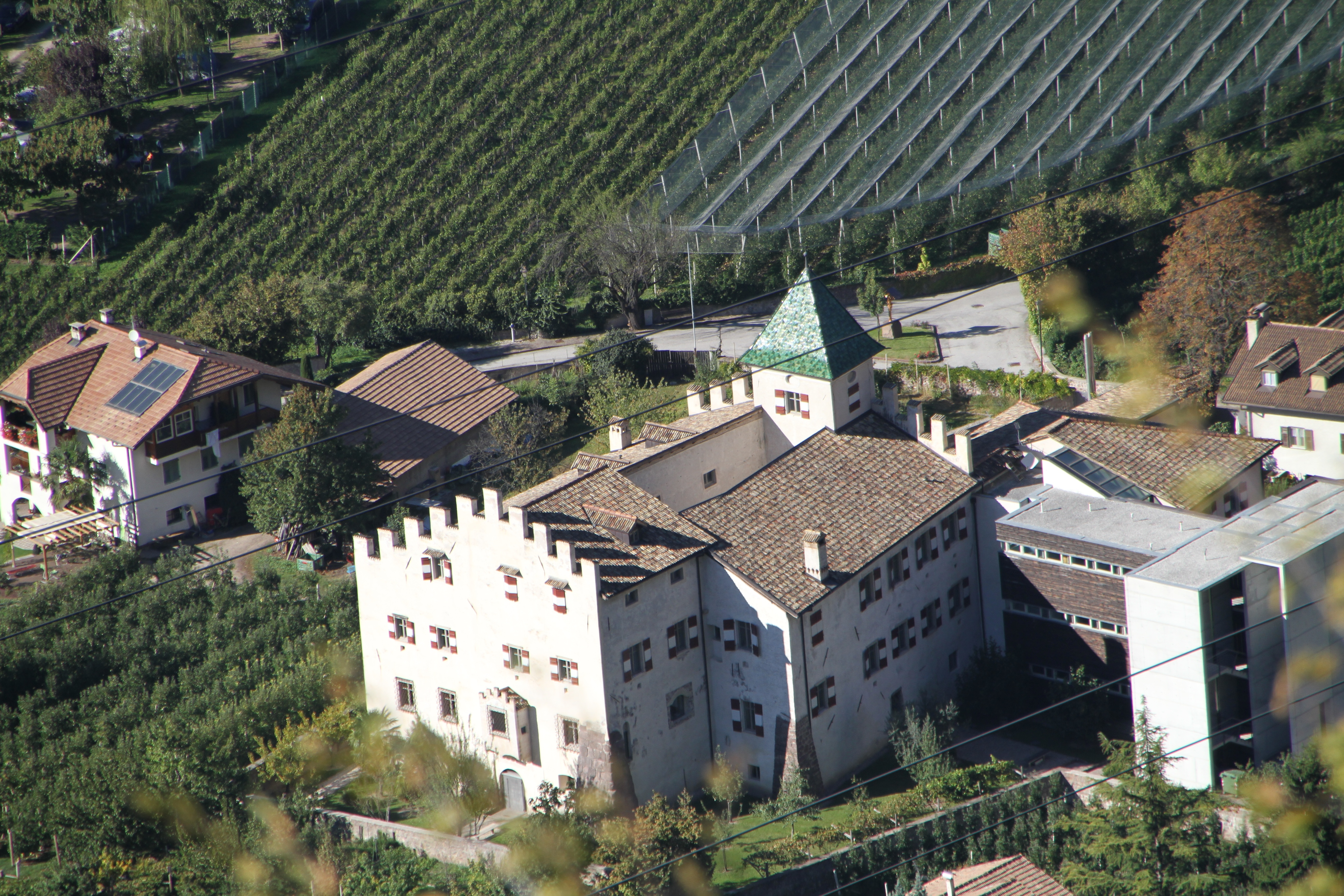
Der Ansitz Baumgarten von schräg oben

Der Ansitz Baumgarten (gelegentlich auch nur Baumgarten) ist eine zu einem Ansitz umgebaute Dorfburg in Auer (Südtirol), die seit 1975 unter Denkmalschutz steht.

## Architektur
Der Grundriss des mittelalterlichen Ansitzes entspricht einer engen Hufeisenform. Der enge Innenhof ist durch einen Torturm vom äußeren Hof abgesperrt. Hofseitig ragen jüngere Zubauten vor. Namensgebend ist ein ausgedehnter Baumgarten, der zum Ansitz gehört.
An die Anlage angegliedert sind Wirtschafts- und Nebengebäude. Ersteres besitzt ein auf steinernen Rundsäulen aufliegendes Dach. Der Wohntrakt weist einen Flacherker mit kragsteinbasiertem Zinnengiebel auf. In der niedrigen Ringmauer befindet sich ein Spitzbogenportal. In seine heutige Form wurde der Ansitz Anfang des 17. Jahrhunderts gebracht.

## Denkmalschutz
Seit dem 9. Juni 1975 steht Baumgarten unter Denkmalschutz. Der Ansitz umfasst die Bauparzellen 11/1, 11/2, 11/3 und 11/4 in der Gemeinde Auer (Südtirol).